# Llupia
Llupia település Franciaországban, Pyrénées-Orientales megyében. Lakosainak száma 2169 fő (2022. január 1.). Llupia Thuir, Ponteilla, Trouillas és Terrats községekkel határos.

## Földrajz

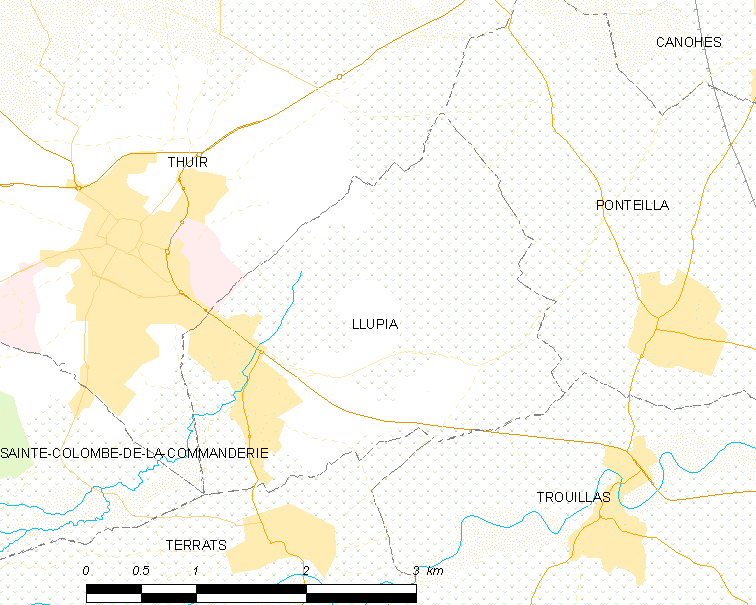
Llupia és környéke

## Népesség
A település népességének változása:
| Lakosok száma | 1964 | 1964 | 1994 | 1943 | 2006 | 2074 | 2141 | 2140 | 2169 |
|               | 2013 | 2015 | 2016 | 2017 | 2018 | 2019 | 2020 | 2021 | 2022 |